# Константин принц Баварски
Константин Леополд Лудвиг Адалберт Георг Тадеус Йозеф Петрус Йоханес Антониус Франц фон Асиси Асумпцион Баварски (на немски: Konstantin von Bayern; Konstantin Leopold Ludwig Adalbert Georg Thadeus Josef Petrus Johannes Antonius Franz von Assisi Assumption et omnes sancti von Wittelsbach; * 15 август 1920, Мюнхен; † 30 юли 1969, Бол близо до Хехинген) от династията на Вителсбахите, е принц на Бавария. От 19 октомври 1965 г. до смъртта си е член на Германския Бундестаг от Християнсоциален съюз (CSU) от Мюнхен-„Мите“ в Бавария.

## Биография
Той е големият син на принц Адалберт Баварски (1886 – 1970) и съпругата му Августа графиня фон Зеефрид-Бутенхайм (1899 – 1978), дъщеря на граф Ото фон Зеефрид (1870 – 1951) и Елизабет Мария Августа Баварска (1874 – 1957), дъщеря на генерал Леополд Баварски (1846 – 1930) и ерцхерцогиня Гизела Австрийска (1856 – 1932). Майка му е правнучка по майчина линия на император Франц Йосиф от Австрия и Елизабет Баварска. Брат е на Александер (1923 – 2001).
Константин Баварски е взет през 1939 г. във войската, но след една година е освободен.
На 31 август 1942 г. в Зигмаринген той се жени за принцеса Мария Аделгунда фон Хоенцолерн-Зигмаринген (* 19 февруари 1921, Зигмаринген; † 23 май 2006, Фрауенфелд), дъщеря на принц Фридрих фон Хоенцолерн (1891 – 1965) и принцеса Маргарета Карола Саксонска (1900 – 1962), дъщеря на крал Фридрих Август III от Саксония (1865 – 1932) и ерцхерцогиня Луиза от Австрия-Тоскана (1870 – 1947).
През 1942 – 1944 г. той следва право във Фрайбург в Брайзгау и след това работи в главния съд в Карлсруе. След атентата на 20 юли 1944 г. срещу Адолф Хитлер той е затворен, американците го освобождават през 1945 г. През 1947 г. започва журналистическа кариера в различни медии. Той има части от банка. Пише произведения като биографията на папа Пий XII.
На 14 юли 1948 г. Константин Баварски се развежда с Мария Аделгунда, от която има двама сина. Бракът е анулиран на 24 март 1950 г. На 25 март същата година (развод 1962 г.) тя се омъжва за Вернер Хес (* 20 септември 1907), от когото има две дъщери, и трети път на 9 февруари 1973 г. във Фрауенфелд, Швейцария, тя се омъжва за Ханс Хубер (* 12 май 1909, Фрауенфелд, Швейцария) .
Константин Леополд Баварски се жени втори път на 14 август 1953. (цив) в Св. Георг на Лингзее и на 15 август 1953 г. (рел) в замък Хоеностервитц за Хелена (Хела) Мария Анна Франциска фон Кевенхюлер-Меч (* 4 април 1921, Виена; * 25 декември 2017, Бад Хинделанг), дъщеря на 8. имперски княз Франц фон Кевенхюлер-Меч (1889 – 1977) и принцеса Анна фон Фюрстенберг (1894 – 1928).
От 1961 г. той е член на Християнсоциален съюз (CSU), влиза в парламента през 1965 г.
Константин Баварски умира при самолетна катастрофа на 30 юли 1969 г. в Бол близо до Хехинген. Погребан е във фамилната гробница на Вителсбахите в манастир Андекс, и през 1977 г. саркофагът му е преместен в княжеската гробница в църквата Свети Михаил (Мюнхен). След смъртта му Хелена се омъжва втори път (цив) на 16 ноември 1970 г. в Мюнхен и (рел) на 21 ноември 1970 г. в Инсбрук за принц Евгений Леополд Баварски (1925 – 1997), син на принц Конрад Луитполд Баварски (1883 – 1969) и принцеса Бона Маргерита Савойска (1896 – 1971).

## Деца
От брака си с Мария Аделгунда фон Хоенцолерн-Зигмаринген има децата:
- Леополд Рупрехт Лудвиг Фердинанд Адалберт Фридрих Мария et omnes sancti принц Баварски (* 21 юни 1943, дворец Умкирх близо до Фрайбург в Брайзгау), бивш състезател на коли, женен (морг., легализиран на 3 март 1999) (цив.) на 21 октомври 1977 г. в Берг при Щарнберг и (рел.) 19 ноември 1977 г. в Ауфкирхен при Щарнберг за Урсула Мьоленкамп (* 20 септември 1947, Фелберт, Райнланд); има 2 сина и две дъщери
- Адалберт Фридрих Йоханес Мария et omnes sancti Баварски (* 27 декември 1944, Краухенвиз), женен I. (морг) на 9 май 1978 г. в Мюнхен (развод 11 януари 1983) за Марион Малковски (* 14 октомври 1945, Целе), разведена (3 април 1970) от Хубертус фон Биела, II. (морг., признат на 3 март 1999) на 21 февруари 1986 г. в Мюнхен и (рел) на 1 март 1986 г. във Фишхаузен на Шлирзее за Сандра Бригита Бургхардт (* 19 юни 1966, Мюнхен); от втория брак има син и дъщеря

От брака си с Хелена Мария Анна Франциска фон Кевенхюлер-Меч има една дъщеря:
- Изабел Хелена Анна Августа Мария де ла Пац Лудовика-Фернанда et omnes sancti Баварска (* 20 юли 1954, Мюнхен), омъжена (цив) на 12 февруари 1976 г. в Канбера и (рел) на 30 май 1976 г. в Мюнхен за граф Алфред Хойос фрайхер фон Щихсенщайн (* 17 юли 1951, Залцбург)

## Произведения от принц Константин Баварски
- Ohne Macht und Herrlichkeit – Hohenzollern, Wittelsbach, Habsburg, Paul List Verlag, München 1961
- Nach der Sintflut. Konstantin, Prinz von Bayern – Bergisch Gladbach : Lübbe, 1988
- Nach der Sintflut. Konstantin, Prinz von Bayern – München : Süddeutscher Verlag, 1986
- Papst Pius XII. [der Zwölfte], Konstantin, Prinz von Bayern – Stein am Rhein : Christiana-Verlag, 1980, 38. – 42. Tsd.
- Des Königs schönste Damen. Konstantin, Prinz von Bayern – München : Süddeutscher Verlag, 1980
- Prinz und Demokrat. Konstantin von Bayern. Konstantin, Prinz von Bayern – München : Langen/Müller, 1970
- Die Zukunft sichern. Konstantin, Prinz von Bayern – Stuttgart-Degerloch : Seewald, 1969
- Der Papst. Konstantin, Prinz von Bayern – [Gütersloh] : Bertelsmann Lesering, 1959
- Der Papst. Konstantin, Prinz von Bayern – München : Kindler, 1958, 27. – 29. Tsd.
- Der Papst. Konstantin, Prinz von Bayern – Frankfurt/M. : Ullstein Taschenbücher-Verl., 1958